# 39 Pułk Piechoty (austro-węgierski)

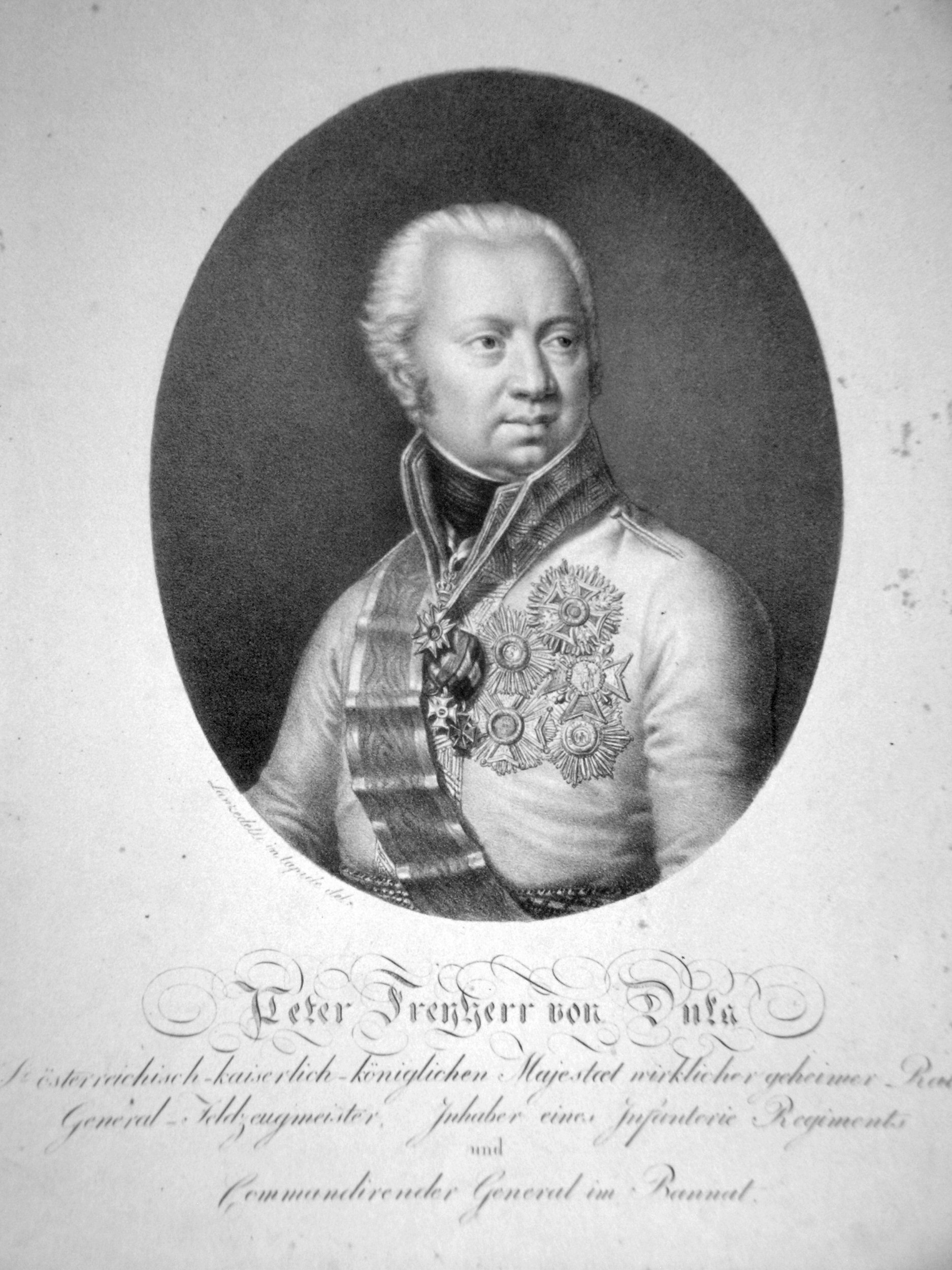
FZM Peter Duka von Kádár

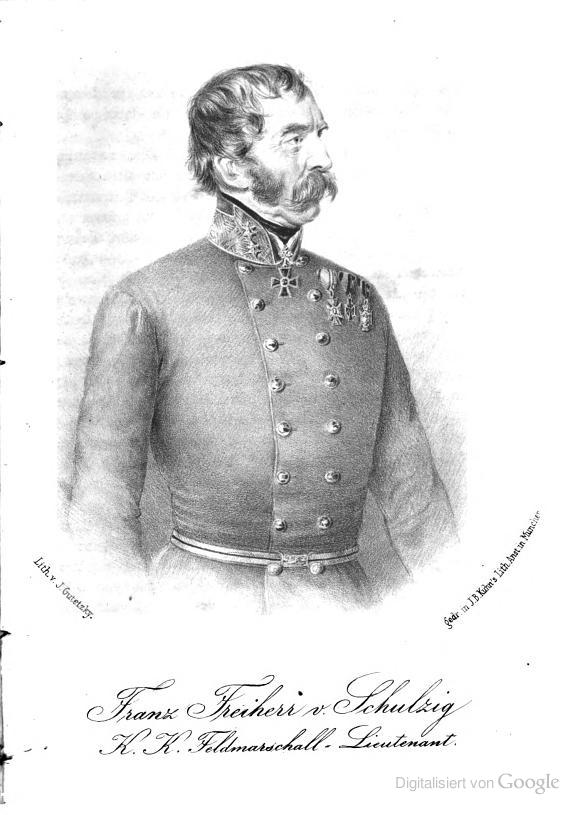
FML Franz Joseph Florian von Schulzig

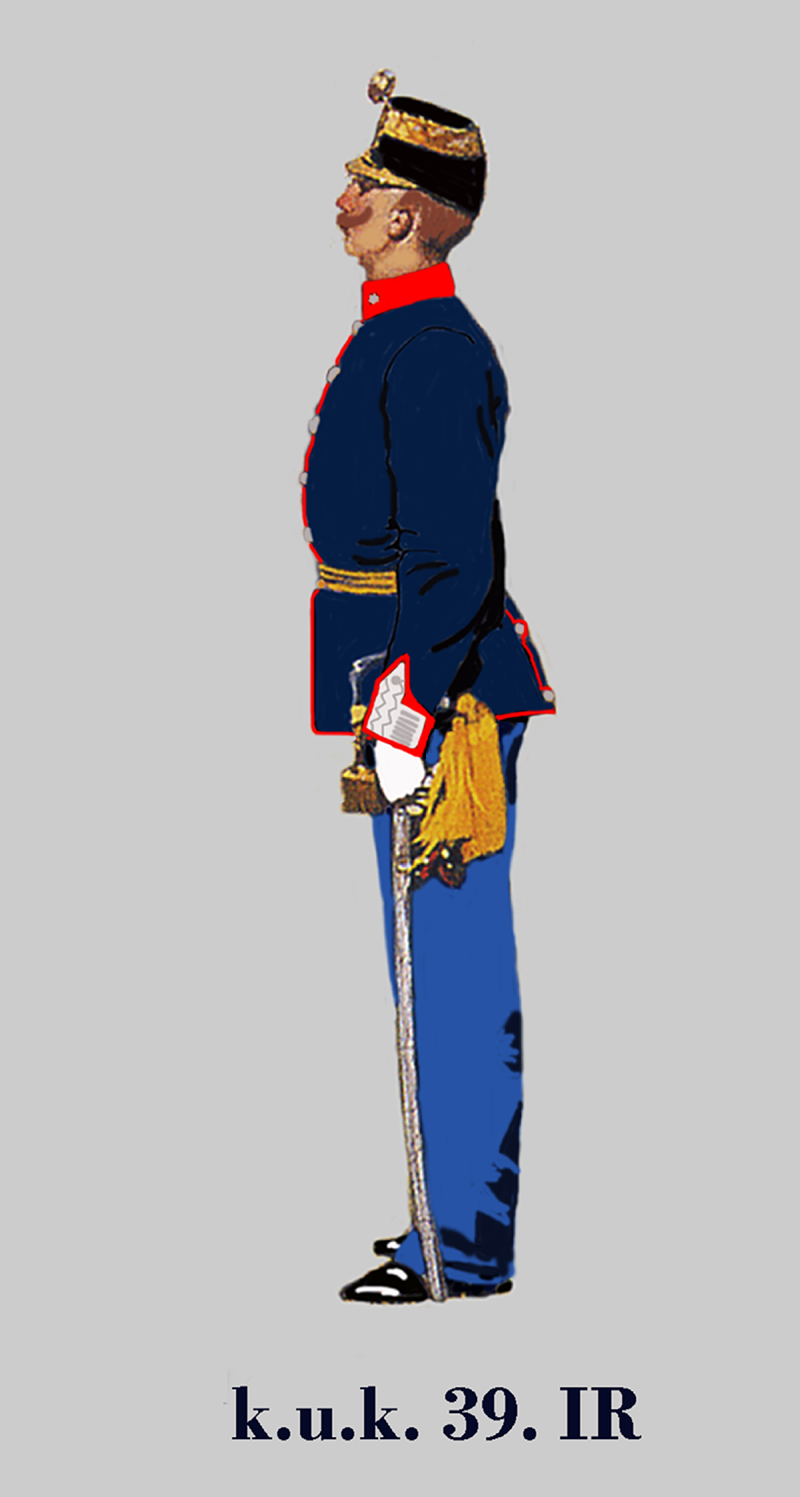
Porucznik IR. 39 w mundurze paradnym

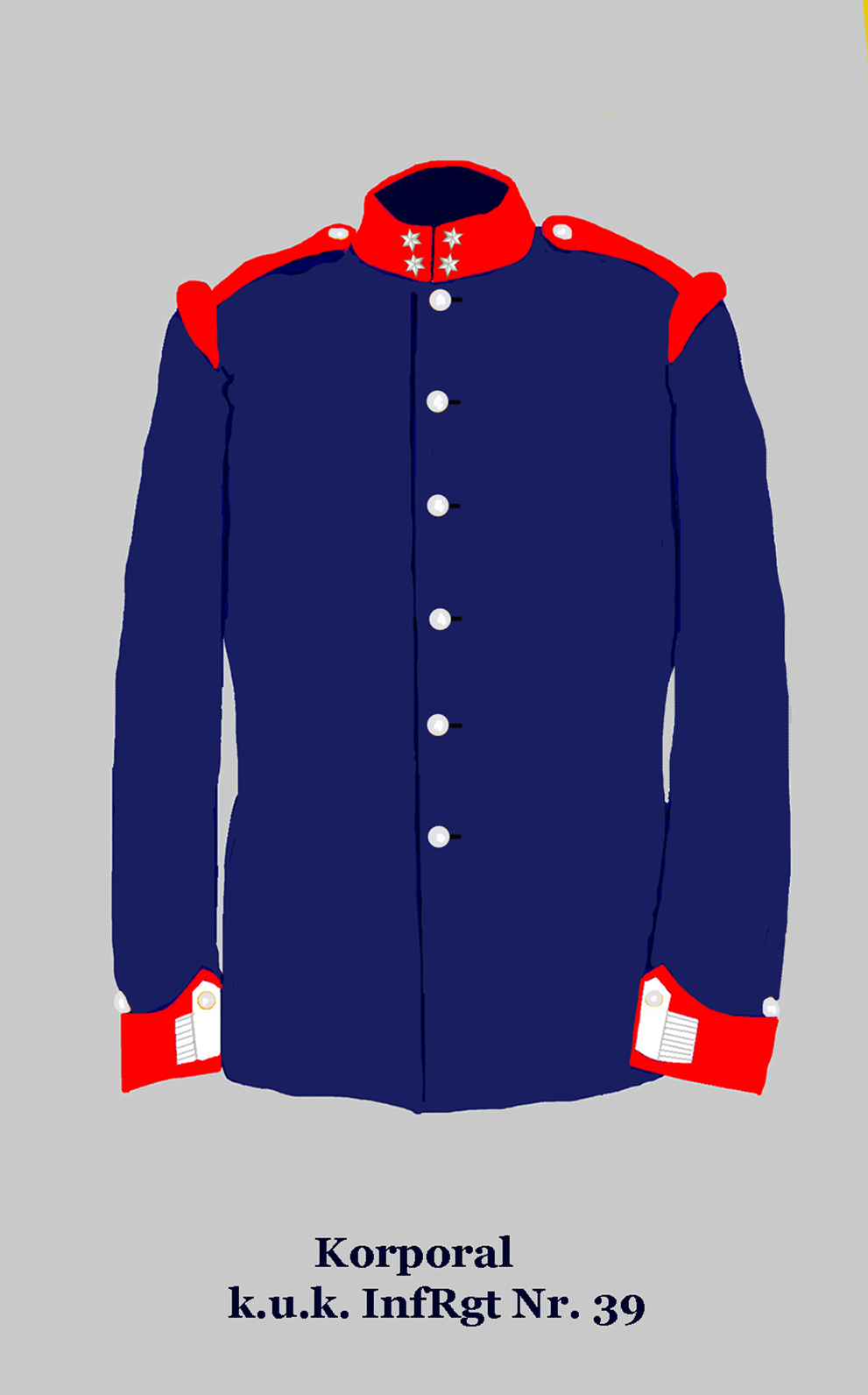
Kurtka munduru kaprala IR. 39

Węgierski Pułk Piechoty Nr 39 (IR. 39) – pułk piechoty cesarskiej i królewskiej Armii.

## Historia pułku
Pułk kontynuował tradycje pułku utworzonego w 1756 roku.
Okręg uzupełnień nr 39 Debreczyn na terytorium 7 Korpusu.
Kolory pułkowe: szkarłatny (scharlachrot), guziki srebrne.
Dyslokacja w roku 1873: Dowództwo w Wiedniu, komenda uzupełnień oraz batalion zapasowy w Debreczynie.
W 1889 roku sztab pułku razem z 1. i 4. batalionem stacjonował w Debreczynie, 2. batalion w Oradei (węg. Nagyvárad, niem. Großwardein), a 3. batalion był detaszowany do Zadaru. Pułk (bez 3. batalionu) wchodził w skład 33 Brygady Piechoty w Oradei należącej do 17 Dywizji Piechoty, natomiast 3. batalion był podporządkowany generałowi przydzielonemu do Komendy Wojskowej w Zadarze.
Dyslokacja w roku 1903: Dowództwo i bataliony I i IV w Debreczynie, II batalion w Nevesinju, III w Temeszwarze (węg. Temesvár).
W latach 1906–1911 pułk stacjonował w miejscowości Brod nad Sawą z wyjątkiem 2. batalionu w Debreczynie.
W latach 1912–1914 pułk stacjonował w Wiedniu z wyjątkiem 2. batalionu, który załogował w Debreczynie. Pułk wchodził w skład 98 Brygady Piechoty w Wiedniu należącej do 49 Dywizji Piechoty, natomiast 2. batalion był podporządkowany komendantowi 33 Brygady Piechoty należącej do 17 Dywizji Piechoty.
Skład narodowościowy w 1914 roku 92% – Węgrzy.
W czasie I wojny światowej pułk walczył z Rosjanami w końcu 1914 i na początku 1915 roku w Galicji oraz w Królestwie Kongresowym. Żołnierze pułku są pochowani m.in. na cmentarzach: Cmentarz wojenny nr 301 – Żegocina, Cmentarz wojenny nr 314 – Bochnia.

## Szefowie pułku
Kolejnymi szefami pułku byli:
- FZM Peter Duka von Kádár(inne języki) (1803 – †29 XII 1822),
- książę Braganzy i infant Portugalii Miguel (1827 – †14 XI 1866),
- FML Joseph Habermann von Habersfeld (1866 – 1872 → drugi szef pułku),
- wielki książę Rosji Aleksy Romanow (1872 – †14 XI 1908),
- FM Franz Conrad von Hötzendorf (od 1909)[1].

W okresie, gdy szefami pułku byli infant Portugalii Miguel i wielki książę Rosji Aleksy, obowiązki „drugiego” szefa pułku wykonywali:
- FZM Markus von Csollich (1827 – †14 IX 1844),
- FML Emerich von Blagoevich (1844 – 14 VII 1849 → stan spoczynku),
- FML Franz Joseph Florian von Schulzig (1849 – †3 I 1864),
- FML Joseph Habermann von Habersfeld (1864–1866 i 1872 – †19 XII 1880)[1].

## Komendanci pułku
- płk Alex Kocziczka von Freybergswall (1873)
- płk Sigmund Anton von Kraus (1889)
- płk Paul von Vogl (1903–1904)
- płk Paul von Schmidt (1905–1908)
- płk Heinrich von Zucculin (1909–1910)
- płk Alexander von Vidulović (1912–1914[1])